# Luis Argentino Palau
Luis Argentino Palau (Buenos Aires, 11 de septiembre de 1896-Buenos Aires, 8 de febrero de 1971) fue un Maestro Internacional de ajedrez argentino.

## Carrera deportiva

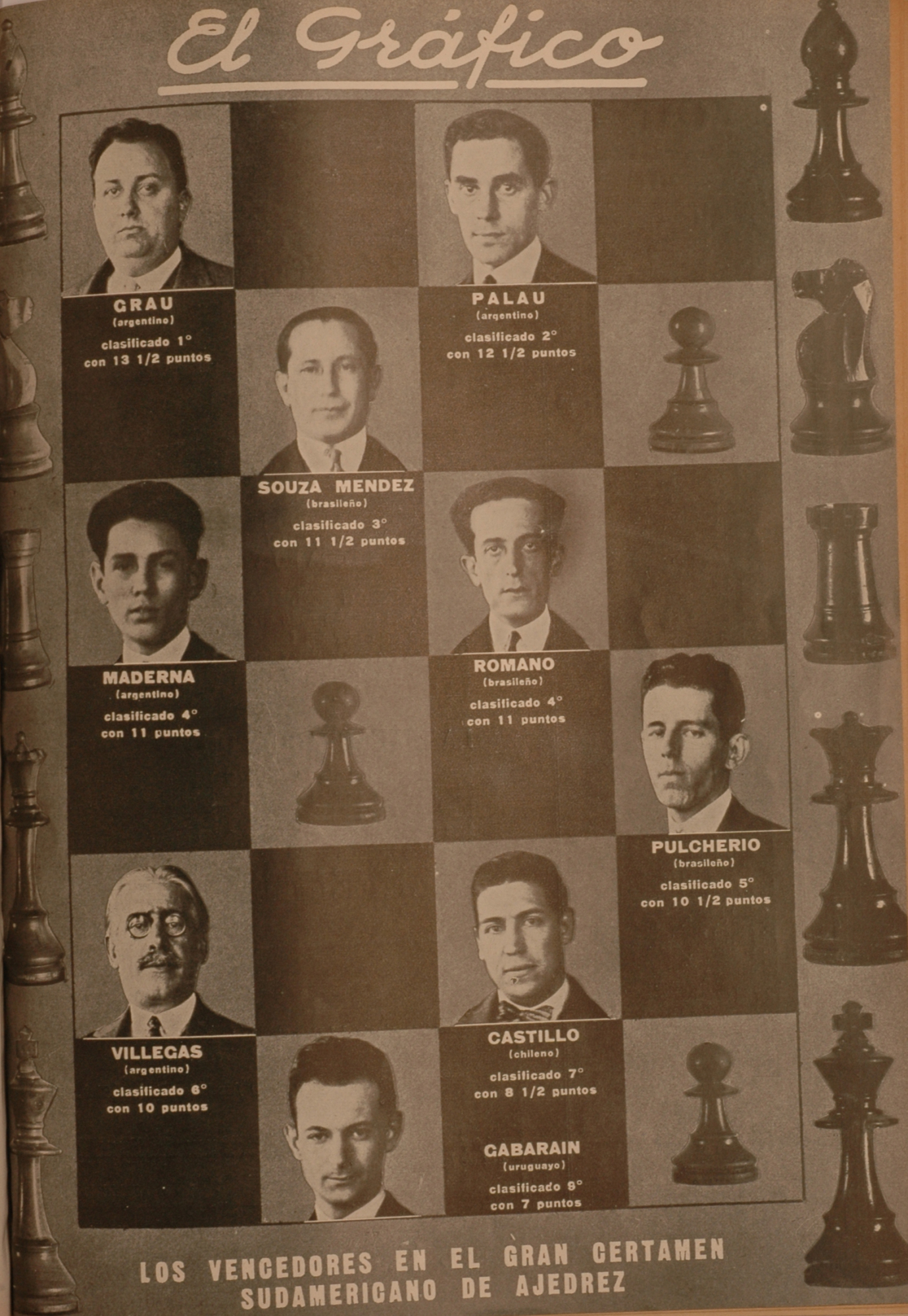
Palau, segundo de izquierda a derecha en la primera hilera, en 1928.

Se inició en el juego en 1916 y se afilió al Círculo de Ajedrez de Buenos Aires. En 1919 ascendió a primera categoría y en 1921 participó del primer torneo nacional (8°). En el primer torneo mayor organizado por la Federación Argentina en 1923/1924 igualó el 2° lugar con Grau y Fernández Coria (quedando 4° tras un desempate), lo que le permitió participar del primer Torneo de las Naciones de París 1924, clasificándose para la final, donde quedó en séptima posición.
En su mejor logro ganó el II Torneo Sudamericano desarrollado en Montevideo 1925, delante de Grau y Damián Reca y resultó subcampeón del III Torneo Sudamericano jugado en Mar del Plata 1928 (certamen ganado por Roberto Grau).
Participó representando a Argentina en dos Olimpíadas de ajedrez: Londres 1927 (+7 =4 -4) y La Haya 1928 (+9 =2 -5), siendo en ambos casos el integrante del equipo que más porcentaje de puntos obtuvo.
Tras unos años de inactividad jugó el Sudamericano de Buenos Aires 1935 y ocupó el tercer lugar detrás de Luis Piazzini e Isaías Pleci. Luego continuó participando en torneos, pero dándole más importancia a su faz como periodista.
Dado su posterior interés por el juego postal llegó a ser presidente de la Liga Argentina de Ajedrez por Correspondencia.
En 1965 fue reconocido con el título de Maestro Internacional.

## Partidas notables
Palau - Te Kolsté, Londres, 1927 - Premio de Belleza. 1. Cf3 Cf6 2. d4 g6 3. Cc3 d5 4. Af4 Ch5 5. Ae5 f6 6. Ag3 Cxg3 7. hxg3 c6 8. e3 Ag7 9. Ad3 e5 10. Txh7 Rf7 11. Axg6+ Rxg6 12. Cxe5+ fxe5 13. Dh5+ Rf6 14. Dxe5+ Rf7 15. Dxg7+ 1-0.
|       |       |       |       |       |       |       |       |       |  |
|       | a8 rd | b8 nd | c8 bd | d8 qd | e8    | f8    | g8    | h8 rd |  |
| a7 pd | b7 pd | c7    | d7    | e7    | f7 kd | g7 bd | h7 rl |       |  |
| a6    | b6    | c6 pd | d6    | e6    | f6 pd | g6    | h6    |       |  |
| a5    | b5    | c5    | d5 pd | e5 pd | f5    | g5    | h5    |       |  |
| a4    | b4    | c4    | d4 pl | e4    | f4    | g4    | h4    |       |  |
| a3    | b3    | c3 nl | d3 bl | e3 pl | f3 nl | g3 pl | h3    |       |  |
| a2 pl | b2 pl | c2 pl | d2    | e2    | f2 pl | g2 pl | h2    |       |  |
| a1 rl | b1    | c1    | d1 ql | e1 kl | f1    | g1    | h1    |       |  |
|       |       |       |       |       |       |       |       |       |  |

## Periodismo
Fue director, junto con Grau, de la revista mensual El Ajedrez Americano, que se editó desde el año 1934, posteriormente fue columinsta del diario La Prensa y desde el año 1953 hasta su muerte fue el director de la revista Ajedrez de la Editorial Sopena.

## Libros
Palau escribió los siguientes libros sobre ajedrez:
- Combinaciones y celadas en las aperturas, editorial Grabo, Buenos Aires, año 1929.
- Joyas del ajedrez, editorial Sopena Argentina, Buenos Aires, año 1946.
- El genio del ajedrez: Pablo Morphy, editorial Sopena Argentina, Buenos Aires, año 1955.
- Ejercicios de combinación con finales brillantes, editorial Sopena Argentina, Buenos Aires, año 1958.
- El extraordinario ajedrez de Miguel Tal, editorial Sopena Argentina, Buenos Aires, año 1960.
- Torneo Bled 1961, editorial Sopena Argentina, Buenos Aires, año 1961.
- Tigran Petrosian Campeón Mundial de ajedrez, editorial Sopena Argentina, Buenos Aires, año 1963.
- Táctica moderna y sutilezas en aperturas, editorial Sopena Argentina, Buenos Aires, año 1970.
- Tratado completo de las aperturas, editorial Sopena Argentina, Buenos Aires, año 1953.
  - Volumen I, II, III.